# Выборы в Законодательное собрание Владимирской области (2018)
Выборы депутатов Законодательного собрания Владимирской области седьмого созыва состоялись во Владимирской области 9 сентября 2018 года в единый день голосования, одновременно с выборами губернатора. Выборы пройдут по смешанной избирательной системе: из 38 депутатов 19 избираются по партийным спискам (пропорциональная система), другие 19 — по одномандатным округам (мажоритарная система). Для попадания в заксобрание по пропорциональной системе партиям необходимо преодолеть 5%-й барьер. Срок полномочий депутатов — пять лет.
На 1 июля 2018 года в области было зарегистрировано 1 130 678 избирателей.

## Ключевые даты
- 6 июня заксобрание Владимирской области назначило выборы на 9 сентября 2018 года (единый день голосования)[2].
  - 9 июня Избирком Владимирской области утвердил календарный план мероприятий по подготовке и проведению выборов.[3]
- с 10 июня по 25 июля (до 18:00) — период выдвижения партийных списков кандидатов и кандидатов по одномандатным округам.
  - агитационный период начинается со дня выдвижения и заканчивается и прекращается за одни сутки до дня голосования.
- до 25 июля (до 18:00) — срок представления документов для регистрации партийных списков кандидатов, кандидатов по одномандатным округам (для самовыдвиженцев — окончание срока сбора подписей в поддержку самовыдвижения)
- с 11 августа по 7 сентября — период агитации в СМИ.
- 8 сентября — день тишины.
- 9 сентября — день голосования.

## Выдвижение и регистрация
6 июня региональное отделение «Единой России» опубликовало результаты внутрипартийных праймериз.

### Выборы по партийным спискам
По единому областному округу партии выдвигали списки кандидатов.
Без сбора подписей избирателей моогли выдвигать списки партии, получившие хотя бы один депутатский мандат или не менее 3 % голосов избирателей на последних выборах в Госдуму (т.е. Единая Россия, КПРФ, ЛДПР, Справедливая Россия), либо на предыдущих выборах в заксобрание Владимирской области (Российская партия пенсионеров за социальную справедливость, Коммунистическая партия социальной справедливости). Кроме того без сбора подписей избирателей могут выдвигать списки партии, получившие хотя бы один депутатский мандат на последних выборах в представительные органы муниципальных образований области (Яблоко), либо если за их списки кандидатов в сумме проголосовало не менее 0,5 % от числа избирателей, зарегистрированных на территории области. Остальным партиям для регистрации выдвигаемого списка требуется собрать около 5700 подписей (0,5 % от числа избирателей). Список политических партий, которым не требуется собирать подписей избирателей для выдвижения списков кандидатов облизбирком утвердил 17 мая 2018 года.
Всего списки выдвинули 10 партий, но зарегистрированы были только списки 7 партий.
| 1 | «Справедливая Россия»    | Сергей Бирюков • Андрей Маринин • Роман Юматов             | 15 | 57 | зарегистрирован     |
| 2 | КПСС                     | Иван Алтухов • Наталия Балагурова • Владимир Артемов       | 10 | 32 | зарегистрирован     |
| 3 | КПРФ                     | Максим Шевченко • Антон Сидорко • Лариса Емельянова        | 19 | 57 | зарегистрирован     |
| 4 | ЛДПР                     | Владимир Жириновский • Владимир Сипягин • Сергей Корнишов  | 19 | 60 | зарегистрирован     |
| 5 | «Единая Россия»          | Светлана Орлова • Владимир Лебедев • Алексей Слепов        | 19 | 60 | зарегистрирован     |
| 6 | «Яблоко»                 | Дмитрий Кушпита                                            | 14 | 45 | зарегистрирован     |
| 7 | «Партия пенсионеров»     | Андрей Широков • Александр Ершов • Владимир Новиков        | 16 | 51 | зарегистрирован     |
| Партии, не имеющие льгот при выдвижении, вынужденные собирать подписи для регистрации списка:                                                      |                          |                                                            |    |    |                     |
| - | «Коммунисты России»      | Максим Сурайкин • Андрей Никольский • Сергей Малинкович    | 19 | 68 | отказ в регистрации |
| - | «Народ против коррупции» | Константин Курченков • Александр Леонтьев • Андрей Лобанов | 11 | 50 | отказ в регистрации |
| - | «Родина»                 | Магамед Ахматов • Владимир Гогин • Нина Красникова         | 10 | 33 | отказ в регистрации |
| * Территориальная группа соответствует одномандатному округу и должна включать от 3 до 5 кандидатов. Территориальных групп может быть не более 19. |                          |                                                            |    |    |                     |
| ** Общее число включённых в единый список кандидатов не может превышать 68 человек (3+65).                                                         |                          |                                                            |    |    |                     |

### Выборы по округам

Схема одномандатных округов.

По 19 одномандатным округам кандидаты могут выдвигаться как партиями, так и путём самовыдвижения. Самовыдвиженцам для регистрации требуется собрать подписи избирателей.
Всего было выдвинуто 84 кандидата: 83 от партий и 1 в порядке самовыдвижения. В дальнейшем 4 кандидата написали заявления об отмене выдвижения, 6 кандидатам отказано в регистрации (в том числе и единственному самовыдвиженцу по 18 округу). Зарегистрировано было 74 кандидата, все от политических партий. После регистрации 1 кандидат выбыл.
| №  | Состав                                                           | Избирателей (на 2013 год) | Депутат 6 созыва (2013—2018)    | Кандидаты |
| -- | ---------------------------------------------------------------- | ------------------------- | ------------------------------- | --- |
| 1  | Александровский район (часть)                                    | 64 115                    | А. В. Нефёдов Единая Россия     | - А. В. Нефёдов (ЕР) - М. А. Лутченко (КПРФ) - И. Е. Ляпушкина (ЛДПР) - B. В. Шингирей (СР)                                |
| 2  | Александровский район (часть), Киржачский район                  | 62 480                    | А. Ю. Андрианов Единая Россия   | - А. Ю. Андрианов (ЕР) - А. А. Голованов (КПРФ) - Е. А. Федоров (ЛДПР) - Н. Г. Пронина (СР)                                |
| 3  | Петушинский район                                                | 56 657                    | В. П. Мартьянов Единая Россия   | - П. М. Шатохин (ЕР) - Л. Н. Емельянова (КПРФ) - В. Н. Малышенков (ЛДПР) - В. М. Рогов (СР)                                |
| 4  | Кольчугинский район, Юрьев-Польский район (часть)                | 63 902                    | А. В. Дюженков Единая Россия    | - А. В. Дюженков (ЕР) - И. П. Брыкин (КПРФ) - Н. В. Наумов (ЛДПР)                                                          |
| 5  | Собинский район, Юрьев-Польский район (часть)                    | 61 630                    | Д. А. Рожков Единая Россия      | - Д. А. Рожков (ЕР) - А. И. Жигов (КПРФ) - А. В. Щетков (ЛДПР)                                                             |
| 6  | Суздальский район, Камешковский район                            | 60 370                    | В. Ю. Картухин Единая Россия    | - В. Ю. Картухин (ЕР) - А. П. Захаров (КПРФ) - Д. А. Аксенов (ЛДПР)                                                        |
| 7  | Судогодский район, Селивановский район, город Радужный (ЗАТО)    | 64 282                    | С. А. Тучин Единая Россия       | - Л. А. Гаврилова (ЕР) - И. В. Прокопенко (КПРФ) - В. А. Пимкин (ЛДПР) - П. В. Урядов (СР)                                 |
| 8  | город Гусь-Хрустальный                                           | 57 026                    | М. Ю. Максюков Единая Россия    | - М. Ю. Максюков (ЕР) - А. Ф. Шишкин (КПРФ) - Д. В. Стороженко (ЛДПР) - О. В. Волков (СР)                                  |
| 9  | Гусь-Хрустальный район, Меленковский район                       | 67 809                    | А. А. Берёзкин Единая Россия    | - А. В. Цыганский (ЕР) - Н. Ф. Повод (КПРФ) - М. С. Москалев (ЛДПР) - Н. А. Пакин (Партия прогресса) - А. А. Волков (РППС) |
| 10 | город Муром (часть)                                              | 59 968                    | И. В. Лашманов Единая Россия    | - И. В. Лашманов (ЕР) - Д. В. Бочаров (КПРФ) - А. Ю. Пронюшкин (ЛДПР)                                                      |
| 11 | город Муром (часть), Муромский район                             | 60 649                    | А. Н. Морозов Единая Россия     | - А. В. Фатеев (ЕР) - Т. С. Пушкова (КПРФ) - А. Ю. Кондрашев (ЛДПР) - Т. М. Шишлина (СР)                                   |
| 12 | Ковровский район, Гороховецкий район, Вязниковский район (часть) | 55 598                    | С. Ф. Мангушева Единая Россия   | - А. Б. Говырин (ЕР) - Н. М. Вилков (КПРФ) - Р. В. Трушко (ЛДПР) - Н. П. Фульга (СР)                                       |
| 13 | Вязниковский район (часть)                                       | 60 225                    | Р. В. Кавинов Единая Россия     | - Р. В. Кавинов (ЕР) - С. В. Прусов (КПРФ) - Е. А. Полякова (ЛДПР) - А. С. Романов (СР)                                    |
| 14 | город Ковров (часть)                                             | 61 719                    | В. Б. Захаров Единая Россия     | - И. Е. Гаврилова (ЕР) - В. Г. Поляков (КПРФ) - А. А. Трубников (ЛДПР) - И. Т. Кожокин (СР)                                |
| 15 | город Ковров (часть)                                             | 61 820                    | И. Н. Садовникова Единая Россия | - Е. Е. Лаврищева (ЕР) - В. Д. Матус (КПРФ) - В. А. Львов (ЛДПР) - Н. Н. Заболотная (СР)                                   |
| 16 | город Владимир (часть)                                           | 69 499                    | А. Ю. Кочеляева Единая Россия   | - А. Ю. Кочеляева (ЕР) - В. Е. Литвинов (КПРФ) - О. А. Дрозд (ЛДПР) - В. Н. Левушкин (СР)                                  |
| 17 | город Владимир (часть)                                           | 74 534                    | В. Н. Киселёв Единая Россия     | - Д. В. Павлов (ЕР) - С. В. Казаков (КПРФ) - И. И. Лютков (ЛДПР) - С. Е. Бирюков (СР)                                      |
| 18 | город Владимир (часть)                                           | 69 497                    | А. М. Русаковский Единая Россия | - В. О. Неустроев (ЕР) - В. А. Серебров (КПРФ) - К. А. Князеваа (ЛДПР) - Н. М. Амелин (СР)                                 |
| 19 | город Владимир (часть)                                           | 69 493                    | И. Н. Першин Единая Россия      | - Н. С. Филимонова (ЕР) - С. В. Афанасьева (ЛДПР) - Д. Ю. Кушпита (Яблоко) - В. И. Беляков (СР)                            |

## Социология
| Дата               | Источник | ЕР  | ЛДПР | КПРФ | СР | Яблоко | РППС | КПСС | Испорчу бюллетень | Не пойду на выборы | Затрудняюсь ответить |
| ------------------ | -------- | --- | ---- | ---- | -- | ------ | ---- | ---- | ----------------- | ------------------ | -------------------- |
|                    |          |     |      |      |    |        |      |      |                   |                    |                      |
| 15-16 августа 2018 | ЦИПКР    | 33% | 17%  | 22%  | 7% | 3%     | 2%   | 2%   | 1%                | 5%                 | 10%                  |
| 27-31 августа 2018 | ФОМ      | 30% | 13%  | 9%   | 2% | 1%     | 1%   | 0%   | 2%                | 15%                | 28%                  |

## Результаты
| Партия                     | Партия                     | по единому округу | по единому округу | по единому округу | по единому округу | по единому округу | по одно- мандатным округам | по одно- мандатным округам | всего | всего | всего   | всего    |
| Партия                     | Партия                     | Голоса            | %                 | +/-               | Мест              | +/-               | Мест                       | +/-                        | Мест  | +/-   | %       | +/-      |
| -------------------------- | -------------------------- | ----------------- | ----------------- | ----------------- | ----------------- | ----------------- | -------------------------- | -------------------------- | ----- | ----- | ------- | -------- |
|                            | «Единая Россия»            | 110 117           | 29,57 %           | ▼14,76 %          | 7                 | ▼6                | 16                         | ▼3                         | 23    | ▼9    | 60,53 % | ▼23,68 % |
|                            | КПРФ                       | 88 122            | 23,66 %           | ▲10,12 %          | 5                 | ▲2                | 2                          | ▲2                         | 7     | ▲4    | 18,42 % | ▲10,53 % |
|                            | ЛДПР                       | 77 443            | 20,80 %           | ▲10,88 %          | 4                 | ▲2                | 0                          | ▬0                         | 4     | ▲2    | 10,53 % | ▲5,26 %  |
|                            | «Справедливая Россия»      | 37 990            | 10,20 %           | ▲3,24 %           | 2                 | ▲1                | 1                          | ▲1                         | 3     | ▲2    | 7,89 %  | ▲5,26 %  |
|                            | КПСС                       | 22 873            | 6,14 %            | ▲2,41 %           | 1                 | ▲1                |                            |                            | 1     | ▲1    | 2,63 %  | ▲2,63 %  |
|                            |                            |                   |                   |                   |                   |                   |                            |                            |       |       |         |          |
|                            | Партия пенсионеров         | 16 310            | 4,38 %            | ▲0,16 %           | 0                 | ▬0                | 0                          | ▬0                         | 0     | ▬0    | 0 %     | ▬0 %     |
|                            | «Яблоко»                   | 5276              | 1,42 %            | ▼0,33 %           | 0                 | ▬0                | 0                          | ▬0                         | 0     | ▬0    | 0 %     | ▬0 %     |
|                            | Партия прогресса           |                   |                   |                   |                   |                   | 0                          | ▬0                         | 0     | ▬0    | 0 %     | ▬0 %     |
| Действительные бюллетени   | Действительные бюллетени   | 358 131           | 96,17 %           | ▲0,41 %           |                   |                   |                            |                            |       |       |         |          |
| Недействительные бюллетени | Недействительные бюллетени | 14 272            | 3,83 %            | ▼0,41 %           |                   |                   |                            |                            |       |       |         |          |
| Всего                      | Всего                      | 372 403           | 100 %             | —                 | 19                | ▬0                | 19                         | ▬0                         | 38    | ▬0    | 100 %   | —        |
|                            |                            |                   |                   |                   |                   |                   |                            |                            |       |       |         |          |
| Явка                       | Явка                       | 372 403           | 32,90 %           | ▲4,38 %           |                   |                   |                            |                            |       |       |         |          |
| Общее число избирателей    | Общее число избирателей    | 1 131 807         |                   |                   |                   |                   |                            |                            |       |       |         |          |